# 小行星2178
小行星2178（2178 Kazakhstania）是一颗围绕太阳公转的小行星。1972年9月11日，尼古拉·切爾尼赫在克里米亚发现了此天体。
該小行星以中亞國家哈薩克命名。
这颗小行星的绝对星等为350.7501627665187等。